# Cigelka
Cigelka (szlovákul: Cigeľka, ukránul: Cihelka) község Szlovákiában, az Eperjesi kerület Bártfai járásában.

## Fekvése
Bártfától 20 km-re északnyugatra, a lengyel határ mellett fekszik.

## Története
1414-ben említik először „Checleuagasa” néven, a makovicai váruradalomhoz tartozott. 1492-ben „Czygolka”, 1618-ban „Czigelka” néven írják. A falu gyógyvizét a 18. századtól ismerik.
A 18. század végén Vályi András így ír róla: „CZIGELKA. Csigelka. Orosz falu Sáros Vármegyében, földes Ura Gróf Áspermont Uraság, lakosai egyesűlt katolikusok, fekszik a’ Makovitzai Uradalomban, mivel határja sovány, és hegyes, ’s azonban más javai sintsenek, fája tűzre elegendő, negyedik Osztálybéli.”
Az 1830-as években Tognio Lajos mutatta ki a Ludwig forrás vizének egyedülálló tulajdonságait.
Fényes Elek 1851-ben kiadott geográfiai szótárában így ír a faluról: „Czigelka, orosz falu, Sáros vgyében, Gáboltóhoz északra 1 mfd. a galicziai határszélen: 12 római, 588 g. kath., 15 zsidó lak. Gör. kath. paroch. templom. Határa hegyes kősziklás és sovány. Szép erdő. F. u. gr. Erdődy. Ut. p. Bártfa.”
A 19. század végén lakói közül sokan vándoroltak ki Észak-Amerikába. A 20. század elején a forráshoz faházat és 8 fürdőkabint építettek. A trianoni diktátum előtt Sáros vármegye Bártfai járásához tartozott.

## Népessége
| Év:            | 1994. | 2004.    | 2014.    | 2024.    |
| -------------- | ----- | -------- | -------- | -------- |
| Emberek száma: | 360   | 466      | 556      | 620      |
| Eltérés:       |       | +29,44 % | +19,31 % | +11,51 % |

| Év:            | 2023. | 2024.   |
| -------------- | ----- | ------- |
| Emberek száma: | 611   | 620     |
| Eltérés:       |       | +1,47 % |

1910-ben 506, túlnyomórészt ruszin anyanyelvű lakosa volt.
2001-ben 431 lakosából 336 szlovák 39 cigány, 35 ruszin, 15 ukrán volt.
2011-ben 525 lakosából 444 szlovák, 34 ruszin és 18 cigány volt.

## Nevezetességei
- Szent Kozma és Damján tiszteletére szentelt görögkatolikus temploma 1816-ban épült.
- A község gyógyvize gyomorbetegségek, felső légúti és szívbántalmak kezelésére ajánlott.

## Neves személyek
- Itt született 1886. május 3-án Krajnyák Gábor görögkatolikus parókus, egyházi író.
- Itt tanult boldog Pavol Peter Gojdič (1888-1960) bazilita szerzetes, eperjesi görögkatolikus püspök, mártír.
- A cigelkai gyógyvízről értekezett akadémiai székfoglalójában Kovács Sebestény Endre orvos, sebész, a Magyar Tudományos Akadémia levelező tagja.